# 绕赛赞康
绕赛赞康（Rabsel Tsen-khang），位于西藏自治区拉萨市城关区绕赛一巷，是一座藏传佛教格鲁派寺院。

## 简介
“赞康”是指供奉“赞”的地方。“赞”或“赞神”是指一种凶猛的神。实际“赞”（或者说大部分“赞”）与人类一样都是在六道轮回中的众生，其中大多本属厉鬼，后被佛教高僧感化或者降伏，从而成为护持佛法的凶猛的世间护法。“赞”并非佛、菩萨等圣众，亦非吉祥天母、玛哈噶拉等出世间护法，故不属佛教徒皈依之对象。佛教徒不会皈依并顶礼世间护法，仅适当进行供养，向其请求世俗愿望。拉萨老城区内，有无数赞康，其中围绕大昭寺有所谓“四大赞康”，分别位于大昭寺东、西、南、北四个方向，分别是：东方的噶玛厦赞康，南方的绕赛赞康，西方丹吉林寺内的孜玛热护法殿，北方的达布林赞康。四座赞康均为三层建筑，由格鲁派重要寺院负责管理，并且都与桑耶寺的护法殿有渊源。
绕赛赞康位于绕赛一巷上。位于大昭寺及八廓南街的南方。从南方三佑怙殿沿林廓南巷向东，第一个路口是拉萨清真小寺，第二个路口是绕赛二巷，拐进绕赛二巷，左侧第一个巷口旁边便是绕赛赞康。如果从玛吉阿米及甘丹塔钦经过，左侧第一个巷口便是绕赛一巷（位于八廓南街6号店的对面），沿着绕赛一巷走到尽头，左边第一个房子为黄色，即绕赛赞康。
绕赛赞康建于松赞干布时期，文成公主曾在此居住。十二世达赖时期，该寺交由色拉寺昧院管辖。
和扎基寺一样，绕赛赞康也是求财之所。绕赛赞康是色拉寺的属寺之一。绕赛赞康外墙为黄色，一进门便是一个坡度很陡的台阶。绕赛赞康的院落以铁栅栏围绕，一层为民居，二层为佛殿。该寺以供奉龙神图多旺秋而闻名。佛殿的中央供奉着宗喀巴师徒三尊、莲花生、吉祥天母、扎基拉姆等佛像。中央佛龛的最左边有一块石头，为龙神图多旺秋的“魂石”。石头右边，还有一块印有松赞干布足印的石板。殿中左墙上有一护法龛，面朝该护法龛观察，左边是独眼赞神“恰赤坚赞”，中间是龙神“图多旺秋”，右边是色拉寺昧院不共护法“塔乌”。佛殿内飘满酒香。据说财神扎基拉姆喜爱喝酒，故信众求财必带来酒、哈达、糌粑。